# Zeche Colonia
Die Zeche Colonia ist ein ehemaliges Steinkohlenbergwerk im Bochumer Stadtteil Langendreer. Das Bergwerk war trotz seiner über 25-jährigen Bergwerksgeschichte gerade einmal fünf Jahre in Betrieb. Das Grubenfeld der Zeche Colonia befand sich in der Nähe der Mergelgrenze.

## Bergwerksgeschichte
Am 4. Dezember 1848 erfolgte die Verleihung des Geviertfeldes Colonia. Im Jahr 1857 war Teufbeginn eines Schachtes westlich der Coloniastraße, der Schacht war für den Tiefbau geplant. Im selben Jahr erreichte der Schacht eine Teufe von drei Lachtern. Das Bergwerk gehörte zu dieser Zeit zum Bergrevier Bochum. Bei einer Teufe von 25 Metern wurde das Karbon erreicht. Im Jahr 1858 wurden die Teufarbeiten mittels Senkmauer bis auf eine Teufe von elf Lachtern geteuft. Im Juni desselben Jahres wurden die Teufarbeiten wegen starken Wasserzuflusses bei einer Teufe von 27 Metern gestundet. Die Wasserzuflüsse lagen bei etwa 225 Kubikfuß pro Minute. Im Jahr 1859 wurde die Senkmauer noch zwei Lachter im Kies tiefer gebracht. Die Wasserzuflüsse betrugen 230 Kubikfuß pro Minute. Noch im selben Jahr wurde der weitere Betrieb wegen Geldmangels eingestellt. Auch im darauffolgenden Jahr wurde der Betrieb nicht wieder aufgenommen.
Im Jahr 1861 erfolgte dann der Durchschlag mit der Zeche Vereinigte Urbanus und im April 1866 die Wiederinbetriebnahme, der Schacht wurde weiter geteuft. Im Jahr 1867 wurde bei einer seigeren Teufe von 61 Meter (+41 m NN) die erste Sohle angesetzt. Im darauffolgenden Jahr wurde bei einer seigeren Teufe von 130 Meter (−28 m NN) die zweite Sohle angesetzt. Im Jahr 1869 wurde eine 49 Ruten lange Pferdebahn zum Bahnhof Langendreer Südseite der Bergisch-Märkischen Eisenbahn-Gesellschaft (BME) erbaut. Die Bahn war erforderlich, damit das Bergwerk eine Transportverbindung hatte, um die geförderten Kohlen abtransportieren zu können. Das Bergwerk gehörte zu dieser Zeit zum Bergrevier Witten. Im Jahr 1870 wurde mit der Förderung begonnen, mit 200 Bergleuten wurden 18.085 Tonnen Steinkohle gefördert. Außerdem wurde in demselben Jahr eine Kokerei in Betrieb genommen. Im Jahr 1872 wurde das Bergwerk von der Aktiengesellschaft für Bergbau, Eisen- und Stahlindustrie aus Berlin übernommen. 1874 wurde das abgedämmte Südfeld geöffnet. Das Tieferteufen des Schachtes wurde gestundet. Mit 442 Bergleuten wurden 52.954 Tonnen Steinkohle gefördert. Im darauffolgenden Jahr erfolgte die Vereinigung zur Zeche Mansfeld.